# Битка при Одрин (1341)
Вижте пояснителната страница за други значения на Битка при Одрин.
Битка при Одрин (1331) е битка, състояла се край град Одрин през 1331.

## Предистория
През 1330, Михаил III Шишман Асен умира в битката при Велбъжд, победен от сърбите с измама. Крал Стефан Дечански „продиктува“ на търновските пратеници за мир Иван Стефан - сръбска марионетка и син на убития цар.
След само осем месеца, през 1331 Иван Стефан е свален след дворцов преврат и на трона се качва Иван Александър. Новодошлия владетел веднага се отправя на поход срещу нахлулите византийци, като разбива техните войски при Русокастро. Съкрушеният Андроник III Палеолог се връща в Константинопол.
След няколко месеца, обаче в столицата идва синът на Михаил Шишман и Анна Неда - Шишман II. Той е посрещнат от императора, след което титлата му „цар на България“ е призната.
Ядосан Иван Александър пише предупредително писмо на Андроник III, с което иска да го принуди да му бъде предаден Шишман II. Императора, обаче не изпълнява това. Българския цар започва да събира войската си. Уплашен, че няма да издържи на ново поражение Андроник се съюзява с турските емири, които са му отнели повечето територии в Мала Азия. Въпреки това Иван Александър вдига войските си при Сливен.

## Битката
Войските на царя са пресрещнати край Одрин от визатийско-турската коалиция. Разиграва се голяма битка, като най-вероятният резултат от нея е или неясна победа или победа за византийската армия.

## Последици
След тази битка между България и Византия е сключен мирен договор.